# Свайр, Роб
Роберт Свайр-Томпсон (англ. Robert Swire-Thompson; родился 5 ноября 1982 года) — австралийский музыкальный продюсер, певец и клавишник. Наиболее известен как фронтмен и продюсер группы «Pendulum», играющей в стиле драм-н-бейс, также продюсер и DJ дуэта Knife Party. Изначально из Перта в Западной Австралии, в 2003 переселился в Великобританию вместе с сооснователями группы Pendulum Гаретом Макгрилленом и Полом «El Hornet» Хардингом. Свайр исполняет множество ролей в качестве участника Pendulum — например, занимается написанием песен и поёт на концертных выступлениях, играя при этом на необычном MIDI-контроллере Ztar Z6-SP от компании Starr Labs, стилизованном под гитару. Ранее использовал сценический псевдоним Anscenic.

## Биография

### Ранняя жизнь
Свайр родился и вырос в Перте, Западная Австралия. Он поступил в Скотч Колледж в Сванбурне, в котором он впервые познакомился с Гаретом Макгрилленом, и закончил его в 1999 году. На протяжении следующих трёх лет он работал музыкальным продюсером для нескольких местных групп жанра драм-н-бейс, брейкбит и метал, в те времена он время от времени использовал псевдоним «Anscenic». Он также осуществил несколько независимых релизов с лейблом Hardline Rekordingz, включая совместный диск с основателем лейбла, Animal Intelligence, который получил название «Fat American Bitchcore». Лишь двадцать копий записи было выпущено для помощи в промоутинге тура этого лейбла по Новой Зеландии в 2001—2002 году. Свайр также выпустил трек под названием «Electrodes on the Skull», который был выпущен вместе с тремя треками других музыкантов, заключивших контракт с лейблом в то время.

### Pendulum
В 2002 году Свайр создал группу Pendulum, играющую в жанре драм-н-бейс, заручившись поддержкой Макгриллена и местного диджея Пола «El Hornet» Хардинга. На следующий год Свайр переселился в Великобританию вместе с другими участниками группы, и довольно скоро группа получила относительную известность за треки «Vault» и «Trail of Sevens». На протяжении следующих двух лет Свайр работал над материалом для дебютного альбома группы, названного Hold Your Colour, в основном композитором и продюсером вместе с Макгрилленом. Альбом был выпущен в 2005 году и принёс Свайру значительный коммерческий успех и ещё большую популярность. Когда Pendulum начали давать концерты в октябре 2006 года, Свайр стал фронтменом группы, равно как и играл на Ztar — похожем на гитару MIDI-контроллере, во время концертных выступлений коллектива.
После первого концертного тура группы они начали работу над вторым альбомом, получившим название In Silico — для него Свайр был избран главным вокалистом. Кроме того, он продолжил исполнять и его бывшие роли — например, композитора и продюсера. Стоит отметить и то, что он оставил задачу сведения профессиональному микс-инженеру. Свайр непосредственно занимался промоутингом нового альбома Pendulum, о чём он упомянул в интервью с журналистом из периодического издания The Independent.

### Иная работа
Свайр записал вокальную партию для трека исполнителя Deadmau5 «Ghosts 'n' Stuff», который был представлен в шоу от BBC Radio 1 «Пятничная ночь Пита Тонга» 17 июля 2009 года. На новой версии «Ghosts N Stuff» с альбома «For Lack of a Better Name» исполнителя Deadmau5 Свайр предоставил ведущую вокальную партию, а также был выпущен клип. Выступал сопродюсером и соавтором песни Рианны "Rude Boy" и "Roc Me Out". Недавно Свайр записал вокал для трека Эрика Придза "Breathe", который был представлен в дебютном альбоме "Opus" в 2016 году. В 2018 году снова участвовал в записи трека для Deadmau5 под названием «Monophobia».

## Музыка

### Продюсирование
Свайр работал музыкальным продюсером с 1999 года, среди последних его работ особо стоит отметить альбом In Silico группы Pendulum, для которого он занимался созданием демозаписей, записью треков, и сведением альбома. Он осуществил микширование большей части материалов группы, хотя в последнее время он приобретает тенденцию избегать задачи микширования вокальных партий, аргументируя это следующей причиной: «Так как я сам и являюсь вокалистом, становится довольно сложно оставаться объективным звуковым инженером». Чтобы не потратить слишком много времени, беспокоясь о качестве звука, Свайр записывал демозаписи для In Silico, используя лишь эмуляторы Commodore 64 и Nintendo, и простейшие звуки синтезатора. Во время записи альбома группа посетила множество студий, где музыканты, включая самого Свайра, записывали барабаны, гитары, бас-гитары и вокал. Вдобавок к записи множественных треков, из которых состоит каждая песня, Свайр записывал семплы использованных инструментов с той целью, чтобы если он был бы недоволен одним из треков, он мог бы сыграть эту часть сам, используя семплер.

### Выступления
Свайр играл на множестве инструментов за время записи материалов для Pendulum, включая гитару и электрическое фортепиано Родеса на Hold Your Colour, и синтезатор, бас-гитару и ударные на In Silico. С выхода In Silico он ещё и исполнял роль ведущего вокалиста группы, чтобы сделать звучание Pendulum богаче, чем раньше. На концертных выступлениях с группой Свайр обычно играет на стилизованном под гитару MIDI-контроллеле Ztar Z6, равно как и исполняет вокальные партии для тех треков, на которых изначально использовался его голос. Любимые клавишные MIDI-контроллеры Свайра на выступлениях — CME UF70 Master Keyboard и Korg Kontrol 49 MIDI Keyboard. Вдобавок к двум синтезаторам он также использует MIDI-контроллер Korg PadKontrol, а микшер Aviom A-16 CS используется для контроля звучания инструментов и настроек микрофонов.
Pendulum известны ещё и использованием Muse Research Receptor Unit, компьютера, разработанного для управления настройками цифровых инструментов, таких как виртуальные синтезаторы или гитарные предусилители. Несколько таких компьютеров почти всегда можно увидеть во время выступлений Pendulum, как и док-стейшены для звукового оборудования группы. Участники группы скрывают точный состав своего концертного оборудования, и даже логотипы MIDI-клавиатур Korg Kontrol 49 обычно скрыты. Во время исполнения песен, для которых используется вокодинг — например, «Hold Your Colour», Роб использует автоматический виртуальный вокодер реального времени в сочетании с программными средствами Propellerhead Reason. Вокодер включается определёнными клавишами на MIDI-контроллере Ztar. Также он использует умеренное питч-корректирование и ток-бокс во время концертных исполнений песни «The Other Side». Помимо этого, на миди-клавиатуру CME UF70 и на барабанную установку установлены устройства сетевого контроля Aviom.

## Дискография
- Hold Your Colour — 2005, студийный альбом Pendulum.
- In Silico — 2008, студийный альбом Pendulum.
- Immersion — 2010, студийный альбом Pendulum.
- Abandon Ship - 2014, студийный альбом Knife Party.
- Efil4Zanildrah Part 2 (EP, Hardline Rekordingz, 2002) — «Electrodes on the Skull».
- Fat American Bitchcore (EP, 2002) с Animal Intelligence.